# Bladmoswantsen
De Bladmoswantsen (Ceratocombidae) zijn een familie van wantsen in de infraorde Dipsocoromorpha. De familie werd voor het eerst wetenschappelijk beschreven door Stål in 1860.

## Uiterlijk
Met een lengte van 1,5 tot 3mm horen de wantsen in deze familie tot de kleinste insectensoorten. De meeste soorten zijn geel of bruin van kleur, Een aantal van de soorten lijkt sterk op kleine bloemwantsen maar zijn meer verwant aan de Dipsocoridae (Veenmoswantsen).

## Voorkomen
De familie is wereldwijd verspreid, maar heeft zijn belangrijkste verspreidingsgebied in de tropen. Een aantal soorten komt in koude of gematigde gebieden voor. In Nederland en België komt slechts één soort uit deze familie voor: Ceratocombus coleoptratus. Door de grootte en verborgen manier van leven is er niet veel bekend over deze wantsen. De meeste soorten leven in vochtig bladafval, strooisel van naaldbossen en rietgras, dood hout en mossen. De diertjes zijn erg gevoelig voor uitdroging. Een aantal van hen kan snel lopen en uit de kenmerken van de monddelen is gebleken dat de meeste soorten jagers zijn, die kleine insecten eten maar er zijn ook soorten die leven van paddenstoelen.

## Taxonomie
De familie bevat alleen de volgende onderfamilie met de volgende genera:
- Ceratocombinae Fieber, 1860
  - Tribus: Ceratocombini Fieber, 1860
    - Ceratocombus Signoret, 1852
    - Leptonannus Reuter, 1891

  - Tribus: Issidomimini Stys, 1970
    - Issidomimus Poppius, 1910
    - Kvamula Stys, 1982
    - Muatianvuaia Wygodzinsky, 1953
- Trichotonanninae Stys, 1970
  -     - Trichotonannus Reuter, 1891